# Horsfieldia splendida
Horsfieldia splendida là một loài thực vật thuộc họ Myristicaceae. Loài này có ở Brunei, Indonesia, và Malaysia.